# 乔尔·格雷
乔尔·格雷（英語：Joel Grey，1932年4月11日—），出生名乔尔·戴维·卡茨（英語：Joel David Katz），美国演员、歌手、舞者、导演和摄影师。
他最著名的是在百老汇音乐剧《歌厅》以及1972年的改编电影中扮演司仪的角色，并凭借电影获奥斯卡最佳男配角奖和金球獎最佳電影男配角。